# میان‌پرده شوگا
«میان‌پرده شوگا» (انگلیسی: Suga's Interlude) ترانه‌ای از خواننده آمریکایی هالزی و خواننده اهل کره جنوبی، شوگا از بی‌تی‌اس است. این ترانه در ۶ دسامبر ۲۰۱۹ توسط کپیتال رکوردز به عنوان سومین تک‌آهنگ تبلیغاتی از سومین آلبوم استودیویی هالزی به نام منیک (۲۰۲۰) منتشر شد.

## جدول‌های موسیقی
| جدول (۲۰۱۹)                                      | بالاترین جایگاه |
| ------------------------------------------------ | --------------- |
| ترانه‌های دیجیتال استرالیایی (ای‌آرآی‌ای)           | ۲۷              |
| فروش تک‌اهنگ داغ دیجیتال کانادا (بیلبورد)         | ۲۵              |
| فروش تک‌آهنگ‌های دیجیتال فنلاند (بیلبورد)          | ۱               |
| فروش تک‌آهنگ‌های دیجیتال یونانی (بیلبورد)          | ۴               |
| مجارستان (۴۰ تک‌آهنگ برتر)                        | ۹               |
| تک‌آهنگ‌های داغ نیوزیلندی (آرام‌ان‌زی)               | ۱۸              |
| فروش تک‌آهنگ‌های دیجیتال نروژ (بیلبورد)            | ۸               |
| اسکاتلند (اوسی‌سی)                                | ۶۱              |
| سنگاپور (آرآی‌ای‌اس)                               | ۲۹              |
| کره جنوبی (گائون)                                | ۱۹۴             |
| فروش تک‌آهنگ‌های دیجیتال سوئدی (بیلبورد)           | ۲               |
| دانلود تک‌آهنگ‌های بریتانیا (اوسی‌سی)               | ۳۴              |
| فروش ترانه‌های پاپ دیجیتال ایالات متحده (بیلبورد) | ۹               |

## گواهی‌نامه‌ها
| منطقه | گواهی‌نامه | واحد گواهی‌شده/فروش | منابع  |
| ----- | --------- | ------------------ | ------ |
| برزیل | طلا       | ۴۰٫۰۰۰             | [ ۲۰ ] |

## تاریخچه انتشار
| منطقه | تاریخ         | فرمت                   | ناشر   | منابع  |
| ----- | ------------- | ---------------------- | ------ | ------ |
| مختلف | ۶ دسامبر ۲۰۱۹ | دانلود دیجیتال، استریم | کپیتال | [ ۲۱ ] |